# ماری امیلی هولمز
ماری امیلی هولمز (۱۰ آوریل ۱۸۵۰ - ۱۳ فوریه ۱۹۰۶) زمین‌شناس و استاد آمریکایی در قرن ۱۹ ام بود که اولین بانویی بود که به انجمن زمین شناسی آمریکا پیوست.